# Pretty Little Liars: The Perfectionists
Pretty Little Liars: The Perfectionists è una serie televisiva statunitense, ideata da Marlene King, trasmessa su Freeform dal 20 marzo 2019 al 22 maggio 2019. La serie si basa sul libro The Perfectionists di Sara Shepard ed è il sequel di Pretty Little Liars, andata in onda dal 2010 al 2017.
La sigla della serie rimane la stessa della serie madre, Secret dei The Pierces, ma in versione remix realizzata dai Denmark + Winter.
Il 27 settembre 2019 la serie è stata cancellata dopo la prima stagione.

## Trama
Nella cittadina di Beacon Heights tutto sembra tranquillo, a partire dagli abitanti, che aspirano sempre a raggiungere la perfezione. Per farlo, però, devono tenere nascosti segreti, alcuni anche oscuri. Gli alunni della Beacon Heights University vivono nell'ansia di adeguarsi agli altissimi canoni imposti dalla temibile Claire Hotchkiss. Claire controlla tutto il paese, dall'istruzione all'economia. Sotto il tetto della casa di Claire, vive suo figlio Nolan, responsabile di innumerevoli persecuzioni umilianti nei confronti dei frequentatori della città. A causa sua, le vittime dei suoi scherzi si divertono a fantasticarne l'omicidio. Peccato che qualcuno decida di uccidere Nolan negli stessi modi in cui avevano tanto fantasticato le sue vittime.

## Episodi
| Stagione       | Episodi | Prima TV USA | Prima TV Italia |
| -------------- | ------- | ------------ | --------------- |
| Prima stagione | 10      | 2019         | 2019            |

## Personaggi e interpreti

### Principali
- Alison DiLaurentis, interpretata da Sasha Pieterse, doppiata da Valentina Favazza.
- Mona Vanderwaal, interpretata da Janel Parrish, doppiata da Joy Saltarelli.
- Ava Jalali, interpretata da Sofia Carson, doppiata da Rossa Caputo.
È una ragazza amante della moda, ma con una mente molto portata per la tecnologia. Ha un blog.
- Caitlin Park-Lewis, interpretata da Sydney Park, doppiata da Giulia Catania.
È una delle protagoniste che frequentano la Beacon Heights University. Una delle sue due mamme è senatrice, infatti il sogno di Caitlin è quello di seguire le sue orme.
- Dylan Walker, interpretato da Eli Brown, doppiato da Alex Polidori.
È un violoncellista. È innamorato della sua musica tanto quanto il suo ragazzo, Andrew.
- Taylor Hotchkiss, interpretata da Hayley Erin, doppiata da Giulia Franceschetti.
È la sorella di Nolan.
- Jeremy Beckett, interpretato da Graeme Thomas King, doppiato da Mirko Cannella.
È un affascinante ragazzo britannico. È uno scienziato e lavora per la Hotchkiss Industries.
- Claire Hotchkiss, interpretata da Kelly Rutherford, doppiata da Giuppy Izzo.
È la madre di Nolan e fondatrice della Hotchkiss Industries.

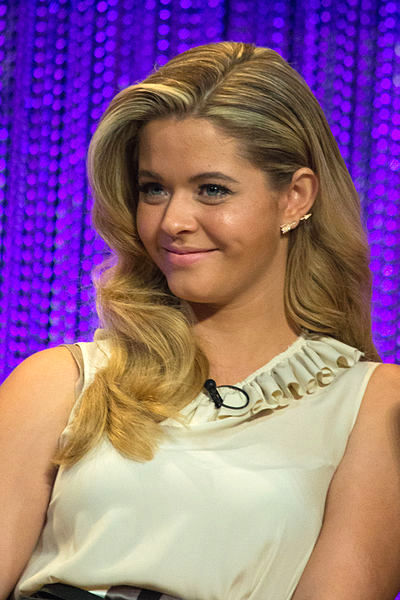
Sasha Pieterse interpreta Alison DiLaurentis
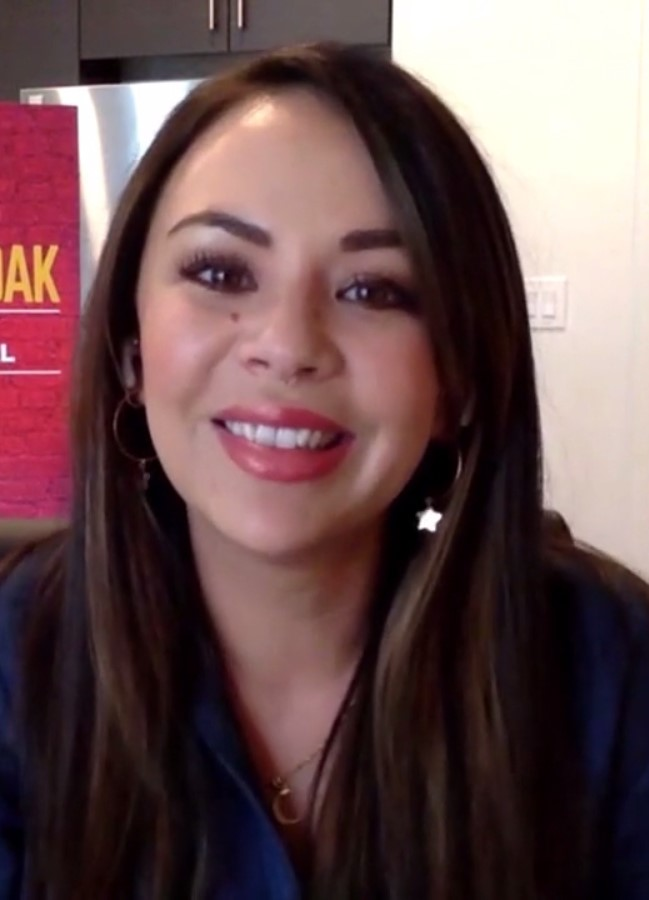
Janel Parrish interpreta Mona Vanderwaal
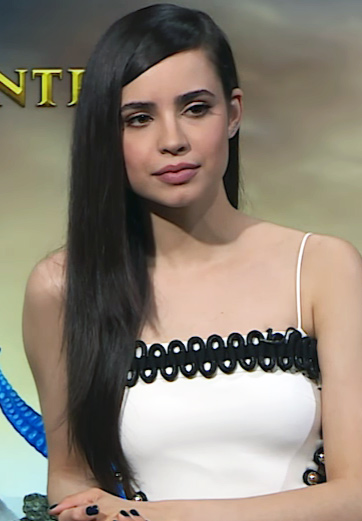
Sofia Carson interpreta Ava Jalali
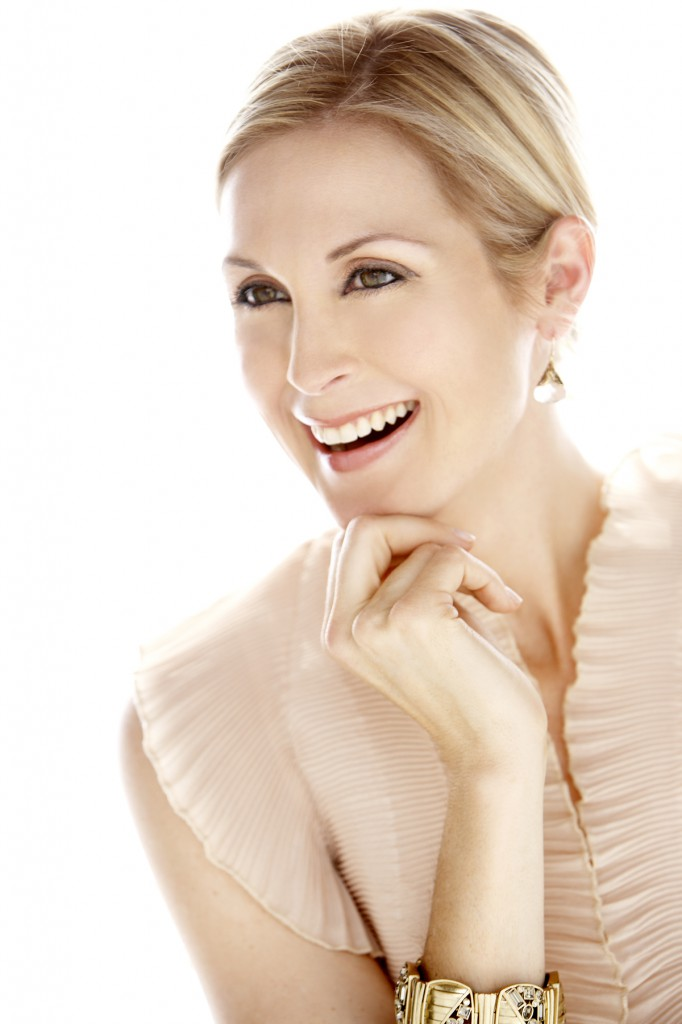
Kelly Rutherford interpreta Claire Hotchkiss

## Produzione

### Sviluppo
Freeform ha ordinato la serie il 25 settembre 2017, come sequel di Pretty Little Liars. Il 5 febbraio 2019 è stato annunciato che la serie debutterà il 20 marzo 2019.

### Casting
Il 25 settembre 2017 è stato annunciato che Sasha Pieterse e Janel Parrish riprenderanno i loro rispettivi ruoli di Alison DiLaurentis e Mona Vanderwaal. Il 29 gennaio 2018, invece, è stata annunciata Sofia Carson, una delle protagoniste. Il 9 marzo 2018 sono stati annunciati nuovi membri del cast: Kelly Rutherford, Sydney Park, Eli Brown e Hayley Erin rispettivamente nei ruoli di Claire Hotchkiss, Caitlin Park-Lewis, Dylan Walker e "un personaggio misterioso".

### Riprese
La serie è stata interamente girata a Portland, Oregon. Le riprese sono iniziate il 12 marzo 2018 e sono terminate il 23 gennaio dell'anno successivo.

## Accoglienza
Su Rotten Tomatoes la serie detiene un punteggio di 100% basato su 11 recensioni.

## Premi e riconoscimenti
| Anno | Risultato   | Evento             | Categoria               | Nominato/i                              |
| ---- | ----------- | ------------------ | ----------------------- | --------------------------------------- |
| 2019 | Candidato/a | Teen Choice Awards | Choice Drama TV Show    | Pretty Little Liars: The Perfectionists |
| 2019 | Candidato/a | Teen Choice Awards | Choice Drama TV Actress | Sofia Carson                            |